# Крацайзен, Карл
Карл Август Крацайзен (нем. Karl August Krazeisen * 28 октября 1794 Кастеллаун — 27 января 1878 Мюнхен) — баварский офицер-филэллин и художник.

## Биография

### Военная карьера
О детстве Крацайзена ничего не известно.
В 1812 году поступил в баварскую армию и принял участие в 1813/1814 годах войне против наполеоновского господства. В 1826 году, имея к тому времени звание лейтенанта, вместе с другими 11 баварцами отправился в Грецию, где Греческая революция переживала критическую фазу, после того как на помощь войскам турецкого султана пришли войска его египетского вассала. Это была первая открытая акция помощи грекам маленького европейского государства баварского короля-филэллина Людвиг.
Под командованием Фавье, Шарль Николя Крацайзен принял участие в боях Акрополя, Афины ноябрь 1826 -апрель 1827 (Битва при Фалероне).
По возвращении в Мюнхен был посвящён в рыцари и дослужился до генерала пехоты.

### Художник
Крацайзен не был профессиональным художником. Но имея способности к рисованию, Кразейсен использовал своё пребывание в Греции с исторической проницательностью, создавая портреты героев войны, зарисовки лагерей, костюмов и мундиров, планы сражений.
Он вернулся в Мюнхен в 1827 году,издал свой греческий альбом, который с 1828 по 1831 год был издан 7 раз. Сам по себе альбом являлся поддержкой движения филэллинизма. Вместе с этим, заслугой Крацайзена является то, что он донёс до потомков образы героев той войны.
Впоследствии Греция на градила его Орденом Спасителя.

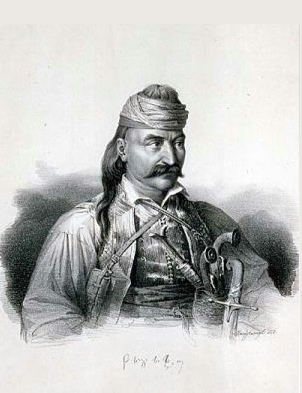
Колокотронис, Теодорос
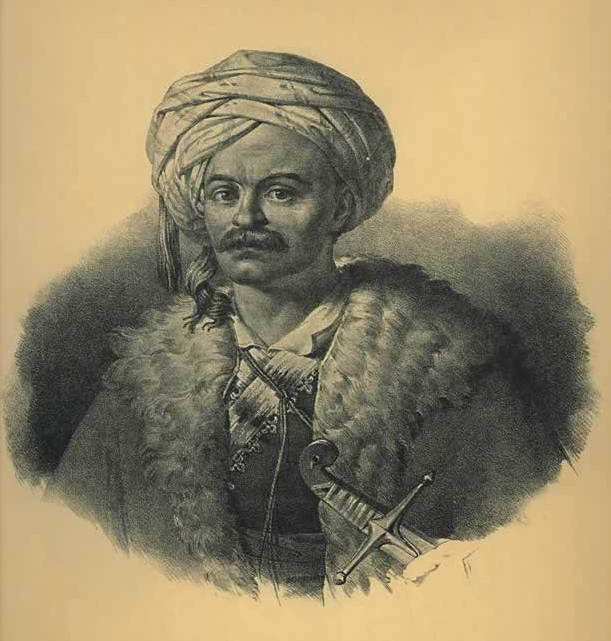
Фавье, Шарль Николя
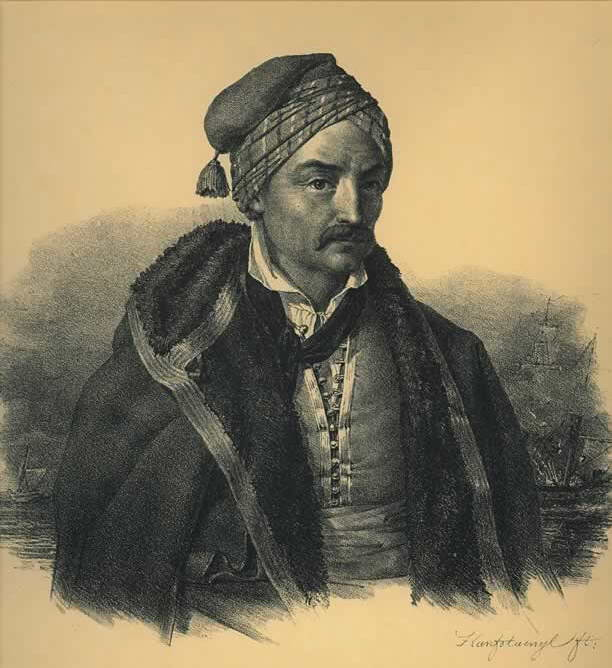
Канарис, Константин
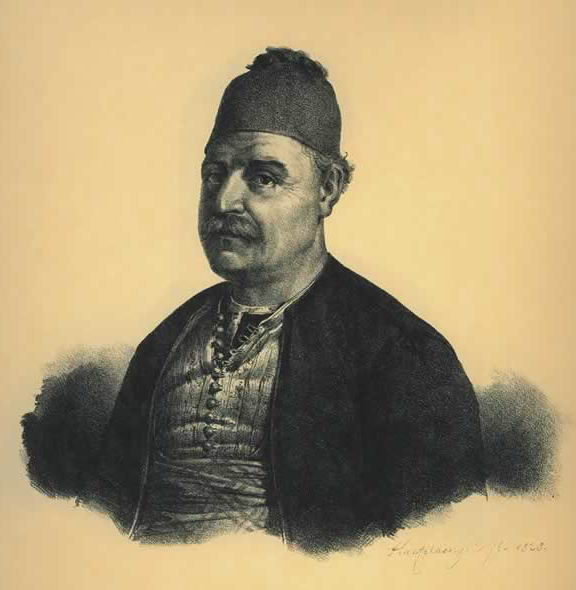
Миаулис Андреас-Вокос
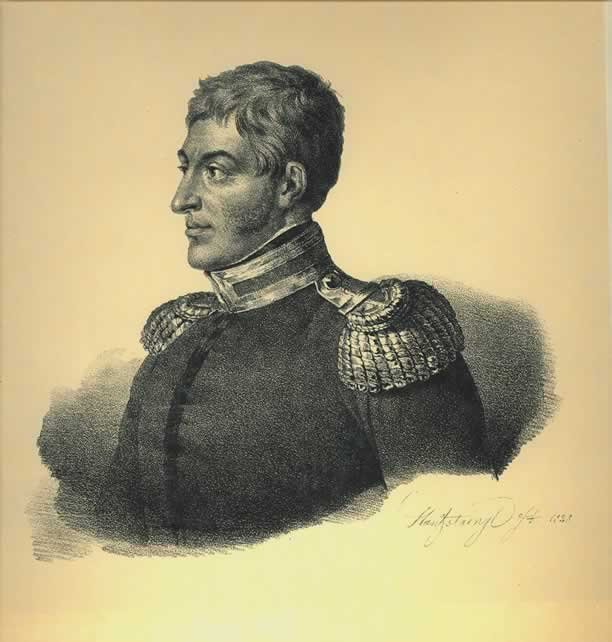
Гастингс, Фрэнк
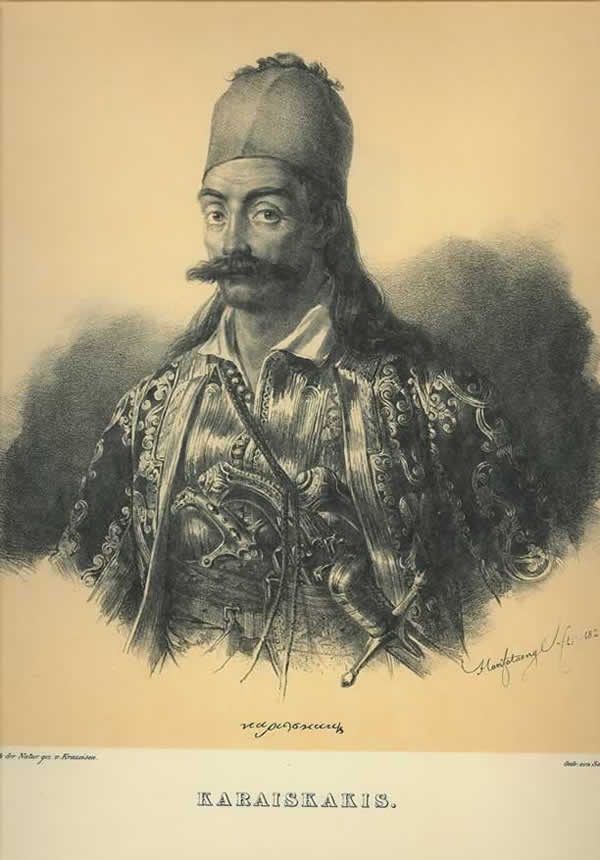
Караискакис, Георгиос
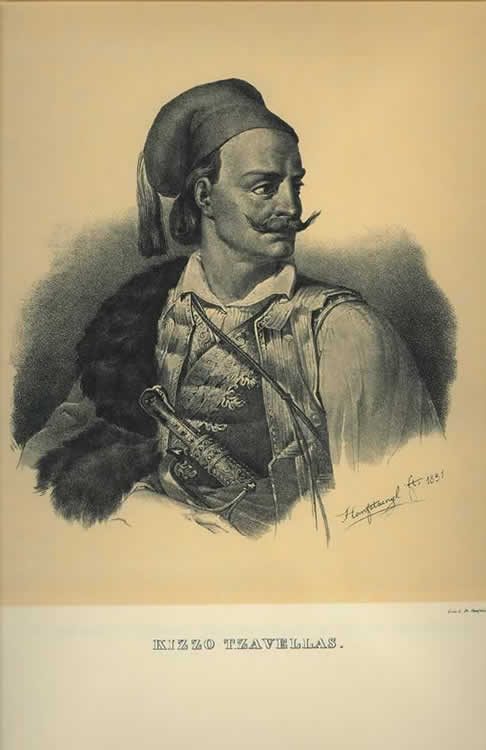
Тзавелас, Кицос
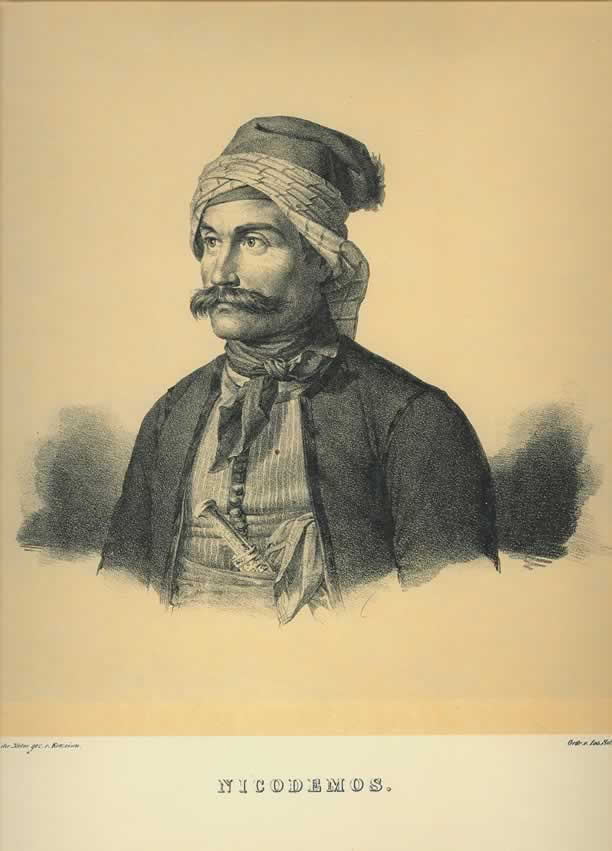
Никодимос, Константис